# حوت الأم
حوت الأم (الاسم العلمي:†Maiacetus) هو جنس من الثدييات منقرضة يتبع فصيلة الحيتان الأولية من رتبة مزدوجات الأصابع.